# Oksyetylenowanie
Oksyetylenowanie – reakcja chemiczna polegająca na przyłączeniu etylu i tlenu, zwykle przy pomocy tlenku etylenu, do alkoholi i fenoli w celu uzyskania surfaktantów.